# Dyomyx janus
Dyomyx janus là một loài bướm đêm trong họ Noctuidae.